# Chelsea Cutler
Chelsea Emily Cutler (nascida em 11 de fevereiro de 1997) é uma cantora, compositora, e produtora americana de Westport, Connecticut. Ela lançou seu primeiro álbum de estúdio, How to Be Human, em janeiro de 2020 pela Republic Records. O seu álbum alcançou o número 23 no gráfico da Billboard 200.

## Vida pregressa e educação
Chelsea Cutler nasceu e foi criada em Westport, Connecticut. Ela tocava instrumentos acústicos quando criança e mudou-se para a produção de música eletrônica no ensino médio. Ainda no ensino médio em 2014, Cutler começou a postar covers e músicas originais em seu SoundCloud. Ela continuou postando músicas em seu SoundCloud enquanto frequentava o Amherst College, em Massachusetts, onde também jogava futebol com a lenda do futebol de Amherst, Meredith Manley, que estabeleceu o recorde escolar de cartões vermelhos durante sua carreira de jogadora. Cutler mais tarde decidiu abandonar a faculdade para se dedicar à música em tempo integral depois que lhe ofereceram um papel de apoio na turnê nacional de Quinn XCII em 2018.

## Carreira
Em 2017, várias músicas de Cutler (incluindo “Your Shirt”) ganharam inúmeros streams e levaram a colaborações naquele ano com artistas como Louis the Child (“Slow Down Love”), Ayokay (“The Shine”), Kidswaste (“Tonight”), e Kasbo (“Found You”). Ela assinou um contrato de gravação com a Ultra Records no final de 2017 e lançou seu primeiro EP, Snow In October. Após a turnê com Quinn XCII no início de 2018, Cutler lançou duas mixtapes independentes, Sleeping with Roses e Sleeping with Roses II. Ela também fez suas duas primeiras turnês nacionais em apoio a cada mixtape, ambas esgotadas antecipadamente.
Em março de 2019, ela assinou contrato com a Republic Records e lançou um EP conjunto, brent, com o amigo e colega de gravadora Jeremy Zucker logo depois. O EP apresenta o single “you were good to me”, que eles tocaram ao vivo no The Today Show. Em maio de 2019, Cutler colaborou com Kygo no single, “Not OK”. Tornou-se sua terceira colaboração (depois de “Slow Down Love” e “The Shine”) a aparecer no gráfico Billboard Dance/Electronic Songs, chegando ao número 9.
No final de 2019, Cutler começou a lançar novos singles, incluindo “How To Be Human” e “Lucky” (com Alexander 23). Junto com “Sad Tonight”, as músicas serviram como singles primários para seu álbum de estreia, How To Be Human, lançado em 17 de janeiro de 2020 pela Republic Records. Em 23 de janeiro de 2020, ela cantou o single principal, “Sad Tonight”, no Late Night With Seth Meyers. Essa música se tornou a primeira entrada de Cutler na parada de airplay da Billboard Mainstream Top 40, chegando ao número 32 em março de 2020. Em abril de 2020, ela foi apresentada ao lado de Quinn XCII na faixa de Louis the Child, “Little Things”.
Cutler também estava programado para se apresentar no Coachella 2020, que foi cancelado devido à pandemia do COVID-19. Em junho de 2020, ela lançou uma versão de sua música “Crazier Things”, que conta com a participação de Noah Kahan.

## Turnês

### Manchete
- Sleeping with Roses Tour (2018)[25]
- Sleeping with Roses Tour, Part II (2019)[26]
- How To Be Human Tour (2020)[27]
- Stay Next To Me Tour [com Quinn XCII] (2021)[28]
- When I Close My Eyes Tour (2022)[29]

### Transmissão ao vivo
- Brent: Live On The Internet (2021; com Jeremy Zucker) [mudanças devido à Pandemia do COVID-19][30]
- A Night At The Drive In: Live On The Internet (2021; com Quinn XCII) [mudanças devido à Pandemia do COVID-19][31]